# Network Data Management Protocol
 (décembre 2023).
Le Network Data Management Protocol (NDMP), est un protocole de communication « ouvert » utilisé pour la sauvegarde des équipements stockage en réseau NAS.
Le protocole NDMP a été proposé [Quand ?] par les sociétés NetApp et PDC Software (racheté par Legato, lui-même racheté par EMC Corporation) dans le but d'aboutir à un standard. Il doit permettre, en environnement hétérogène, une meilleure communication entre équipements de stockage et logiciels de sauvegardes.
Aujourd'hui[Quand ?], les principaux logiciels de sauvegardes supportent ce protocole, dont le développement est supervisé par l'organisme Storage Networking Industry Association.
Le principal avantage est la réduction du temps de sauvegarde nécessaire.